# Прип'ять (штабний корабель)
«Прип'ять» — польський (пол. ORP Admirał Sierpinek), а потім радянський річковий штабний корабель, облаштований ще у 1920 році з мобілізованого парового колісного пароплава.

## Історія корабля
Колишній товаро-пасажирський пароплав «Тетяна», побудований до 1917 року у Росії, здійснював комерційні перевезення на річках Дніпро та Прип'ять.
У 1919 році, під час громадянської війни, судно націоналізували більшовики. Невдовзі судно переоблаштовано у плавбазу та включено до складу червоної Дніпровської флотилії. Під час радянсько-польської війни, 27 квітня 1920 року, плавбаза «Тетяна» була захоплена у Чорнобилі поляками. Після незначного ремонту судно вже з польським екіпажем відходить до міста Пінськ, де 25 травня воно знову було затоплене (на цей раз поляками). Після зайняття Пінська Червоною армією судно вдруге підняли. Але його евакуація до гирла Прип'яті виявилася неможливою, бо мости у містечку Лунинець булі підірвані та блокували фарватер. Тому «Тетяну» затопили втретє.
У квітні 1921 року, коли поляки знову зайняли Полісся за умовами Ризького миру, що закінчив війну, судно було знову піднято, відправлено на капітальний ремонт, озброєно двома 7,92-мм кулеметами «Максим», перейменовано у «Адмірал Серпінек» та облаштовано як учбовий корабель ВМС Польщі. У 1920-ті — 1930-ті роки він ніс службу на річці Вісла, у Гданську, на Прип'яті. У квітні 1929 року «Адмірал Серпінек» (пол. ORP «Admiral Sierpinek») переведено у розряд «штабний корабель» (ШК). Після вступу Червоної Армії у Західну Білорусь власний екіпаж затопив корабель «Адмірал Серпінек» на Прип'яті поблизу гирла річки Горинь.
25 жовтня 1939 року штабний корабель підняли спеціальною групою ЕПРОН. 17 липня 1940 року корабель у тій же функції під новою назвою «Прип'ять» зараховано до складу Пінської військової флотилії (ПВФ). Його командиром призначено старшого лейтенанта Басіка М. М. Озброєння суттєво не змінилося — два 7,62-мм кулемети «Максим».
22 червня 1941 року, у перший день Великої Вітчизняної війни, ШК «Прип'ять» потрапив під авіаудар люфтваффе та поніс перші втрати серед особового складу ПВФ — один член екіпажу отримав поранення. Наприкінці червня — на початку липня «Прип'ять» знаходився на Прип'яті у Петриковському районі. Лише з 20 липня «Прип'ять» постійно перебуває у Києві за своїм прямим призначенням.
18 вересня 1941 року, за наказом Військової Ради 37-ї армії, під час відходу радянських військ з Києва екіпаж підірвав свій корабель у гавані Київського порту.
Після визволення Києва від німців затоплений штабний корабель було знайдено, піднято та здано на металобрухт у 1944 році.